# Frízföld zászlaja
Frízföld zászlaja (hollandul Friese vlag vagy vlag van Friesland, frízül Fryske Flagge) Frízföld hivatalos zászlaja. Négy kék és három fehér átlós csíkból áll, a fehér csíkokban hét vörös, szív formájú tavirózsa-levél található. Az sc Heerenveen futballklub és a Blauhúster Dakkapel zenekar mezei ezen zászló alapján készültek.
A hét tavirózsa-levél a középkori "hét fríz tartományra" utal, melyek a parton terültek el Alkmaar és Weswer között. sosem volt vajlóban hét vezetője a független régióknak, a hetes szám csak úgy megmaradt, a "sok" szinonimájaként. Egyes források ugyanakkor úgy tartják, ez a hét régió a következő volt: Nyugat-Frízland, Westergoa, Eastergoa, Hunsingo, Fivelingo, Emsingo és Jeverland. A tavirózsa-levelek más tartományok címerében vagy zászlaján is előfordulnak, például a szomszédos Groningen címerében, amely egykor a történelmi Frízföld része volt.

## Története
A 11. század óta ismert egy címer ezekkel a tavirózsa-levelekkel, erről árulkodnak a Gudrunlied versei. A 13. században skandináv címereken bukkantak fel tavirózsa-ábrázolások, szív- és oroszlánmotívumokkal. A 15. században jelenik meg a hét rendezett tavirózsa-levél csíkokon. 

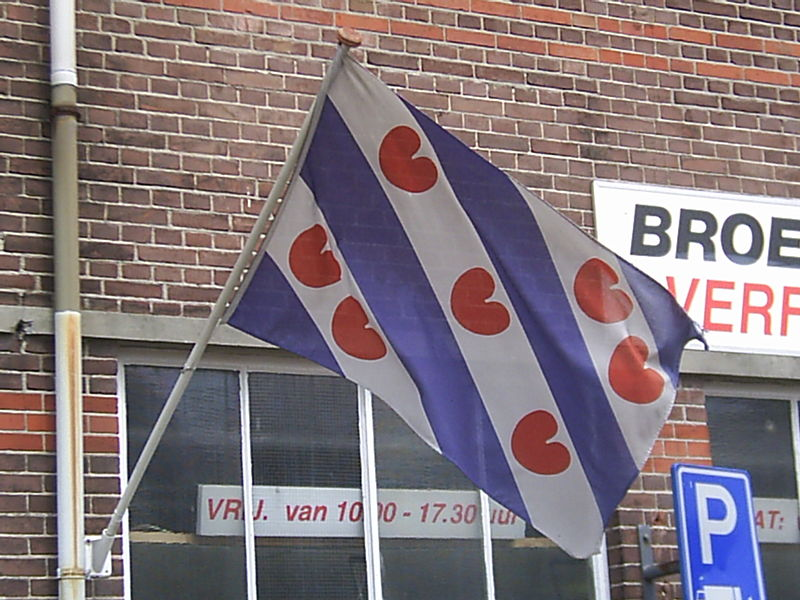
Lobogó fríz zászló

A jelenlegi zászló a 19. század második felére érte el a mai modern formáját. Alapul a 16. században élt Winsemius (1586-1644) egyik krónikáját vették alapul, abban szerepelt egy ismert ó-fríz címerpajzs. Vilhelmina holland királynő 1898-as koronázásakor fel szerettek volna használni egy fríz zászlót is, ezért egy évvel korábban felkérték Heerke Wenning művészt, hogy tervezze meg. 1897. október 14-én rögzítették (először), hogy nézhet ki a fríz zászló: "Három darab fehér-kék (balról) jobbra eső csík, amelyben hét piros színű tavirózsa-levél található, kettő-három-kettő felosztásban." Wenning itt megjegyezte még: "lehetőleg nem szív formájúakat". 
A zászlót legközelebb 1910-ben használták, majd egészen a század közepéig nem volt különösebb jelentősége. 1957-ben a tartomány hivatalosan is elfogadta mint zászlaját és a királynőnek ajánlotta. 1958-ban írták le hivatalosan, hogy kell kinéznie: A zászlónak hét ferde sugara van, azok egyenlő szélességűek, színük felváltva kobaltkék és fehér: a középső sáv az átmérője, a zászló oldalának a tetején kezdődik, saroktól sarokig halad, a fehér csíkokban hét skarlátvörös "liliom" áll a tengelyére merőlegesen 2: 3: 2 arányban.

## Galéria

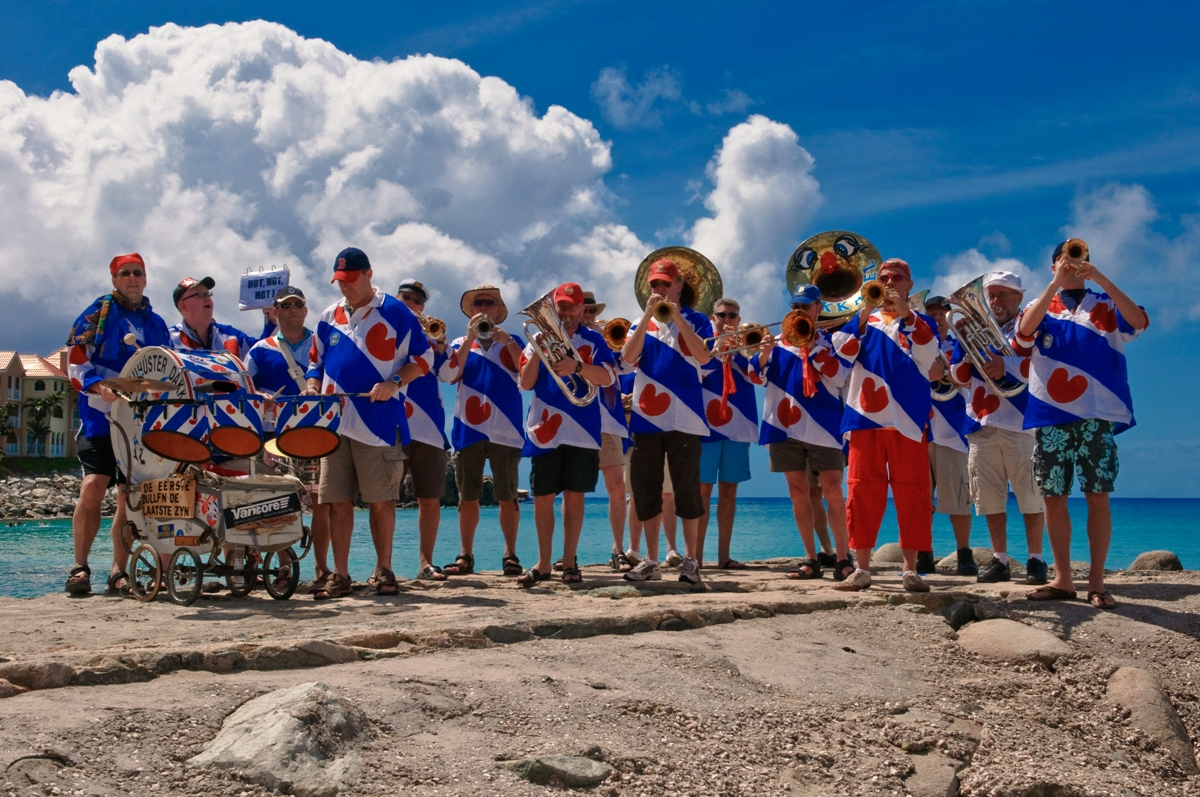
A Blauhúster Dakkapel zenekar
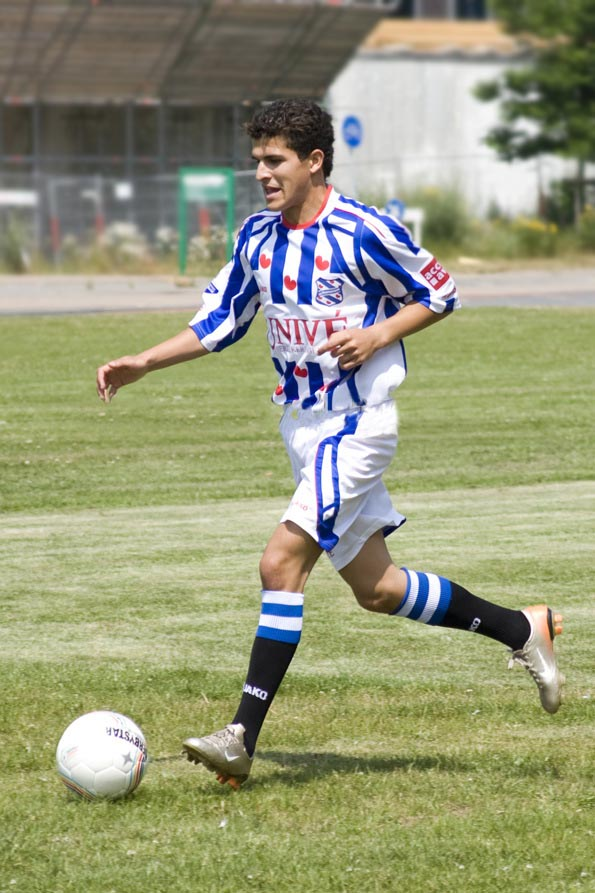
Egy sc Heerenveen játékos

## Fordítás
- Ez a szócikk részben vagy egészben  a   Flag of Friesland című angol Wikipédia-szócikk ezen változatának fordításán alapul.  Az eredeti cikk szerkesztőit annak laptörténete sorolja fel. Ez a jelzés csupán a megfogalmazás eredetét és a szerzői jogokat jelzi, nem szolgál a cikkben szereplő információk forrásmegjelöléseként.
- Ez a szócikk részben vagy egészben  a   Vlag van Friesland című holland Wikipédia-szócikk ezen változatának fordításán alapul.  Az eredeti cikk szerkesztőit annak laptörténete sorolja fel. Ez a jelzés csupán a megfogalmazás eredetét és a szerzői jogokat jelzi, nem szolgál a cikkben szereplő információk forrásmegjelöléseként.